# Mastacomys fuscus
Genre
Espèce
Statut de conservation UICN

 NT  : Quasi menacé
Mastacomys fuscus est une espèce de rongeur de la famille des Muridés qui se rencontre en Australie. C'est l'unique représentant du genre Mastacomys.

## Répartition et habitat
Cette espèce est endémique d'Australie où elle est présente dans les États de la Nouvelle-Galles du Sud, de Victoria et en Tasmanie. Elle est présente du niveau de la mer jusqu'à 2 200 m d'altitude. Elle vit dans la lande alpine et sub-alpine, dans les clairières des forêts sclérophylles humides et près des rivières. Cette espèce semble nécessiter un climat frais et humide. 